# Josia schnusei
Josia schnusei är en fjärilsart som beskrevs av Embrik Strand 1921. Josia schnusei ingår i släktet Josia och familjen tandspinnare. Inga underarter finns listade i Catalogue of Life.